# Svetlana Bogdànova
Svetlana Bogdànova   (Iekaterinburg, 12 de juliol de 1964) és una exjugadora d'handbol russa que va competir entre les dècades de 1980 i 2000.
El 1992 va prendre part en els Jocs Olímpics de Barcelona, on guanyà la medalla de bronze en la competició d'handbol.
En el seu palmarès també destaquen dues medalles d'or al Campionat del món d'handbol, el 1990 i 2001. A nivell de clubs jugà bona part de la seva carrera en equips de la lliga espanyola: Milar L'Eliana (1996–1999), Ferrobus Mislata (1999–2003) i SD Itxako (2003–2006), tot i que es formà a l'UPI de Iekaterinburg.